# 요사미촌 (아이치현)
요사미촌(依佐美村)은 아이치현 헤키카이군에 설치되었던 촌이다. 현재의 안조시 서북부·가리야시 남부에 해당한다.